# KDIS
KDIS — аффилированная радиостанция Радио Дисней с лицензией на вещание в Пасадине, штат Калифорния. Радиостанция вещает в районе Лос-Анджелеса на частоте 1110 кГЦ АМ.

## История
Данная станция появилась в 1942 году под позывным сигналом KPAS. Изначально предполагалось что она будет музыкальной радиостанцией. В 1945 году станция поменяла свой тип вещания. Теперь она играла только кантри музыку и имела позывной KXLA. В основном в эфире были две личности из Теннесси: Эрни Форд и Стен Фреберг. Изначально станция транслировала с передатчика из Эль-Монте.

### KRLA (1959—2000)
3 сентября 1959 года станция получила другой позывной сигнал — KRLA. Позже станция становится одной из лучших радиостанций в районе Лос-Анджелеса, соревнуясь с KFWB и KHJ. Под руководством Laboe в качестве вице-президента, KRLA стала успешной радиостанцией. В 1968 году директор новостных программ Лью Ирвин создал The Credibility Gap, которые транслировали актуальные комедии вместе с новостями. В 1969 году Джон Гиллилэнд дебютировал документальный фильм Pop Chronicles. В 1960-х годах, KRLA студия была недалеко от стоянки старого Huntington Sheraton Hotel на Oak Knoll в Пасадине, что позволяло смотреть, как DJ делает своё шоу. Когда станция перешла на списание, KRLA начало вещание из Южной Калифорнии.
К 1982 году станция начала вещание в современном формате Adult contemporary music. С 1984 года на радиостанции ставили произведения конца 1950-х, 1960-х и 1970-х годов. К концу 1980-х годов на радиостанции играли многие песни, записанные до 1964 года, а в начале 1990-х играло много песен из 1960-х.
В 1998 году KRLA полностью отказалась музыкального вещания, после чего они вещали только разговоры. На таких диалогах побывали Майкл Джексон и Кен Минярд.

### KSPN (2000—2002)
Из-за низкого рейтинга станция была продана Disney, которая на 1 декабря 2000 года вещала от ESPN Radio (ныне KSPN).

### KDIS (2003-наст. время)

Логотип радиостанции Radio Disney 1110 с 2008 по 2010 года.

С 1 января 2003 года радиостанция была переведена под новый формат вещания. У станции изменились несущие частоты с AM 710 до AM 1110.

## Передатчик
В 1987 году радиостанция KRLA перенесла свой передатчик из Южного Эль-Монте в Ирвиндейл, где уже была установлена аналогичные антенна. В 1990-х годах KRLA было разрешено увеличить мощность передатчика в ночное время от 10000 до 20000 Вт. Когда мощность была увеличена, KRLA начало вещание с нового передатчика в Ирвиндейле, штат Калифорния. Это в нескольких милях к северу от старого передатчика Эль-Монте.